# Harold Sakuishi
Harold Sakuishi (ハロルド 作石, Harorudo Sakuishi) (16 de marzo de 1969) es un premiado mangaka. Su verdadero nombre es Takahiro Sakuishi (作石貴浩, Sakuishi Takahiro). Sakuishi tiene diferentes intereses como el béisbol (es un gran fan de los  Chunichi Dragons), artes marciales y música (es un gran fan de los Red Hot Chili Peppers).